# 中武乡
中武乡，是中华人民共和国湖南省常德市澧县下辖的一个乡镇级行政单位。

## 行政区划
中武乡下辖以下地区：
中武桥社区、长岭岗村、花岭村、筒车村、亘山村、陈管村、石公村、关家岭村、草堰村、关堰村、玉圃村、兰田村和鱼山村。